# Бодров переулок
Бодро́в переулок — переулок на Крестовском острове в Петроградском районе Санкт-Петербурга. Проходит от набережной Гребного канала до Северной дороги. На север продолжается набережной Мартынова.

## История
Название известно с 1874 года в форме Бедровский переулок происходит от фамилии домовладельцев А. М. и П. М. Бедровых. С 1889 года использовалось написание в форме Бодров переулок.
Название упразднено 16 января 1964 года. Восстановлено 23 июня 2011 года.

## Достопримечательности
- Гребной канал